# Giedrius Valinčius
Giedrius Valinčius (* 20. Januar 2000 in Kaunas) ist ein litauischer Leichtathlet, der im Langstrecken- und Hindernislauf an den Start geht.

## Sportliche Laufbahn
Erste internationale Erfahrungen sammelte Giedrius Valinčius bei den Crosslauf-Europameisterschaften 2017 in Šamorín, bei denen er nach 20:18 min den 80. Platz im U20-Rennen belegte. Im Jahr darauf wurde er bei den Crosslauf-Europameisterschaften in Tilburg nach 19:37 min 64. im U20-Rennen und 2019 belegte er bei den U20-Europameisterschaften in Borås in 9:15,74 min den elften Platz im Hindernislauf. Im Dezember wurde er bei den Crosslauf-Europameisterschaften in Lissabon nach 20:02 min 54. im U20-Rennen. 2020 begann er ein Studium an der California Baptist University in den Vereinigten Staaten im Hauptfach Kinesiology. 2021 kam er bei den U23-Europameisterschaften in Tallinn im Vorlauf über 3000 m Hindernis nicht ins Ziel und im Dezember wurde er bei den Crosslauf-Europameisterschaften in Dublin nach 26:00 min 50. im U23-Rennen. Im Jahr darauf wurde er bei den Crosslauf-Europameisterschaften in Turin nach 25:17 min auf Rang 46 im U23-Rennen und 2023 belegte er bei der 2. Liga der Team-Europameisterschaft im Rahmen der Europaspiele in Chorzów in 9:05,05 min Elfter im Hindernislauf und gelangte mit 14:13,93 min auf Rang zehn im 5000-Meter-Lauf. Im Dezember lief er bei den Crosslauf-Europameisterschaften in Brüssel nach 33:40 min auf dem 70. Platz im Einzelrennen ein. Bei den erstmals ausgetragenen Straßenlauf-Europameisterschaften 2025 in Löwen wurde er in 29:22 min 22. im 10-km-Straßenlauf.
In den Jahren von 2020 bis 2022 wurde Valinčius litauischer Meister im 3000-Meter-Hindernislauf sowie 2022 und 2024 auch über 5000 Meter und 2023 im 10.000-Meter-Lauf.

## Persönliche Bestzeiten
- 1500 Meter: 3:42,82 min, 15. April 2022 in Azusa
- 3000 Meter: 8:05,06 min, 9. Juni 2022 in Marijampolė
  - 3000 Meter (Halle): 8:06,43 min, 23. Februar 2025 in Panevėžys
- 5000 Meter: 13:46,77 min, 14. April 2023 in Azusa
- 10.000 Meter: 29:15,04 min, 10. März 2023 in Fullerton
- 10-km-Straßenlauf: 28:44 min, 16. Februar 2025 in Castelló de la Plana (litauischer Rekord)
- 3000 m Hindernis: 8:58,68 min, 12. Mai 2023 in Nacogdoches